# Araneus anguinifer
Araneus anguinifer este o specie de păianjeni din genul Araneus, familia Araneidae. A fost descrisă pentru prima dată de F. O. P.-cambridge, 1904. Conform Catalogue of Life specia Araneus anguinifer nu are subspecii cunoscute.